# آنا پروگراس
آنا پروگراس (به انگلیسی: Ana Porgras) ژیمناست زادهٔ ۱۸ دسامبر ۱۹۹۳ میلادی اهل کشور رومانی است.